# در قفس (فیلم ۲۰۱۱)
در قفس (انگلیسی: Caged) فیلمی در ژانر درام است که در سال ۲۰۱۱ منتشر شد.